# 高橋是清自伝
『高橋是清自伝』（たかはしこれきよじてん）は、日本の政治家である高橋是清の自伝。1920年代に上塚司が、高橋の口述を編集したものである。

## 作成経過
以下は1936年1月付けの高橋の序文。

## 出版経過
1929年1月から東京朝日新聞・大阪朝日新聞夕刊に、「是清翁一代記」として連載され、この名で1929 - 1930年に書籍化された。
1936年、上塚は『一代記』を再編集し、2月9日『高橋是清自伝』として再出版した。『一代記』の222節を17章にまとめた、節題を修正した、「吾輩」を「私」にした、本文中の写真類を省いた、などの小改訂である。
1976年から中公文庫として出版されている。

## 内容
中公文庫の上巻（1-10章）は、いろんな仕事をした7転8起の経歴。下巻（11-17章）は、日本銀行に入って自らの金融力を育てていく経過と言える。
1 私の生い立ち時代
1854年 - （0歳） 絵師の子に生まれて4日後、足軽、高橋家の養子になった。
2 海外流浪時代
1867年 -  （12歳）仙台藩の留学生としてアメリカ合衆国へ。ブラウン家に奴隷に売られたが買い戻された。
3 帰朝と青年教師時代
1869年 -  （14歳）森有礼家に住み込み、大学南校の教師。森が渡米するとグイド・フルベッキ宅に住み込む。
4 放蕩時代
1870年 -  （16歳）福井藩人にだまされ、放蕩し、250両を借金。九州唐津藩の英語教師になって返済。
5 大蔵省出仕 - 失職 - 文部省 - 校長 - 浪人
1872年 - （18歳）文部省でダビッド・モーレーの通訳。モーレーが海外に去り、東京英語学校の教師。校長と共に退職。
6 養牧業 - 翻訳稼ぎ - 相場
1877年 -  （22歳）だまされて乳牛事業に投資し借金。翻訳をして生計。銀の先物取引でまた損害。
7 再び官途へ - 専売特許所長
1881年 - （26歳）農商務省に入省。商標条例と専売特許条例を作成。前田正名の興業意見書に賛成する。
8 欧米視察の旅
1885年 - （31歳）欧米を視察し、アメリカの特許制度を学ぶ。特許局長となり、特許条例を改正。
9 旋風時代の国情
1885年 - （31歳）特許条例改正前に、井上馨が商工大臣になった。その時、改正は急がず、不平等条約改正の交渉材料にすべきと説得した。
10 ペルー銀山の失敗とその後の落魄時代
1888年 - （34歳）官を退職し、ペルー銀山に投資。しかし掘り尽くされた廃坑と判明し、16000円の負債。
11 実業界への転身とその修行時代
1892年 - （37歳）日本銀行に入る。最初は正社員でなく日銀本店の建築現場の事務主任。
12 日清戦争の頃 - 日銀馬関支店長時代
1894年 - （39歳）下関の日銀西部支店長。日清戦争。資金調達のため軍事公債を売る。
13 正金銀行支配人時代
1895年 - （41歳）横浜正金銀行支配人。1897年に松方正義が金本位制を断行。それまでの本位貨幣だった銀の切り下げを条件に、高橋も賛成した。
14 正金副頭取から日銀副総裁へ
1897年 - （42歳） 山本達雄日銀総裁の下で副総裁。1899年に日本は利率4%の外債、1000万ポンドを発行。
15 日露戦争の勃発
1903年 - （49歳）1904年2月、日露戦争開戦。高橋は井上らから外債発行による戦費調達を命じられた。
16 外債募集に使して
1904年 - （49歳）ヤコブ・シフが仲介業者に加わり、鴨緑江会戦勝利後の5月に第1回外債発行。遼陽会戦後の11月に第2回外債発行。
17 第五回外債成立までの経路と対英米独仏財界の回顧
1905年 - （50歳）奉天会戦後の3月に第3回、日本海海戦後の7月に第4回、講和後の11月に第5回外債を発行。

## 中断の経緯
『高橋是清自伝』は1906年1月の記事で終わっている。
その直接の理由は、記述者の上塚司が、1930年に外務省の南米アマゾナス州調査団長として、日本を去ったためである。1932年には上塚は衆議院議員となり、以後10年間議員を続けた。
以下は1930年6月6日の上塚の擱筆文。

## 続作としての『随想録』
高橋は1913年に第1次山本内閣ではじめて大蔵大臣を引き受けてから、1936年まで、7つの内閣で、10年近く蔵相を勤めた。
その華やかな後半生を語るものとして、『自伝』ほど網羅的ではないが、同じく上塚が編集した、1936年3月の『随想録』がある。
この年2月26日に、高橋は陸軍の反乱将兵に暗殺されたため、これは高橋の遺作となった。上塚はその序文に「先生の書き遺され、語り遺されし随想・清談の文章を、いまの私には、激しき慟哭の思いを伴わずしては、全く読み得ないのである。」と書いた。